# Frutose 2,6-bisfosfato
Frutose 2,6-bisfosfato (ou Frutose 2,6-disfosfato), abreviadamente Fru-2,6-P2, é um metabólito o qual alostericamente afeta a atividade de enzimas fosfofrutoquinase 1 (PFK-1) e frutose-1,6-bisfosfatase (FBPase-1) a regular a glicólise e gluconeogênese.
Fru-2,6-P2 é sintetizada e degrada-se pela enzima bifuncional, fosfofrutoquinase 2/frutose-2,6-bisfosfatase (PFK-2/FBPase-2).
A síntese da Fru-2,6-P2 é realizada através da fosforilação de frutose-6-fosfato usando ATP pela porção PFK-2 da enzima. A degradação da Fru-2,6-P2 é catalisada pela desfosforilação pela FBPase-2 para produzir frutose-6-fosfato e Pi.